# Saint-Martin-des-Prés
Saint-Martin-des-Prés (bret. Sant-Varzhin-Korle) – miejscowość i gmina we Francji, w regionie Bretania, w departamencie Côtes-d’Armor.
Według danych na rok 1990 gminę zamieszkiwało 385 osób, a gęstość zaludnienia wynosiła 19 osób/km² (wśród 1269 gmin Bretanii Saint-Martin-des-Prés plasuje się na 897. miejscu pod względem liczby ludności, natomiast pod względem powierzchni na miejscu 492.).